# Dina Jewel
Dina Jewel (født 1. Februar 1978) er en norsk pornomodel.
Blandt hendes filmroller er skurken i Operation Sex Siege (1997) og bruden i Gunvor Vibe-Petersens afsnit af Girls Inc. (1999).
Hun var Pet of the Month i Penthouse, februar 1998.
Dina Jewel blev i 2005 centrum for en skandale, da hendes pornofortid blev afsløret, mens hun arbejdede som misbrugskonsulent for den svenske lægemiddelstyrelse. Chefen, som ansatte Jewel, blev fyret.
26. februar 2009 åbnede hun en rockstripklub, Jewel Rocks på Axeltorv i København. Den lukkede 1. maj samme år.
I 2012 medvirkede hun på rapgruppen TOTENSLAGER's single "Kom og knep mig".

## Filmografi[6]
- Sluts of Scandinavia (1996)
- Fresh Meat 3 (1996)
- Svenska pumor(1997)
- Seventeen Special 30 (1997)
- Nordiska nybörjare 3 (1997)
- Aktuell Rapport Video 10 (1997)
- Nordiska nybörjare(1997)
- Frække piger (1998)
- Danish Cherry Poppers 1 (1998)
- Barbie boller bedst (1998)
- De professionelle (1999)
- Store danske bryster (1999)
- Sex-Logen (1999)
- Naughty Dina(2000)
- Private: Millennium (2000)
- Cum Shots 5 (2001)
- All Star Blondes (2001)
- Copenhagen Fuck (2001)
- 150 Nordiska kaskader (2002)
- Sunrise Adams & Friends (2004)